# Tragia guatemalensis
Tragia guatemalensis là một loài thực vật có hoa trong họ Đại kích. Loài này được Lotsy miêu tả khoa học đầu tiên năm 1895.